# كيم غراهام
كيم غراهام (بالإنجليزية: Kim Graham) هي منافسة ألعاب القوى أمريكية، ولدت في 26 مارس 1971 في درم في الولايات المتحدة.

## وصلات خارجية
- كيم غراهام على موقع الاتحاد الدولي لألعاب القوى (الإنجليزية)
- كيم غراهام على موقع أوليمبيديا (الإنجليزية)